# Edgar (Wisconsin)
Edgar – wieś w Stanach Zjednoczonych, w stanie Wisconsin, w hrabstwie Marathon.